# Ricină

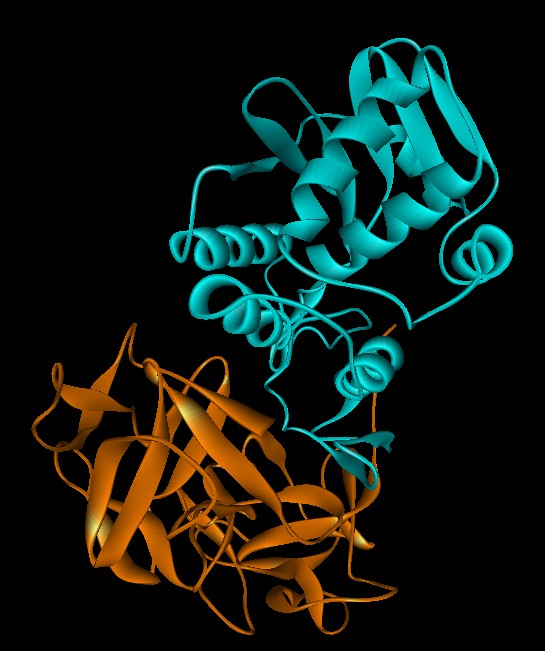
Structura moleculei de ricină

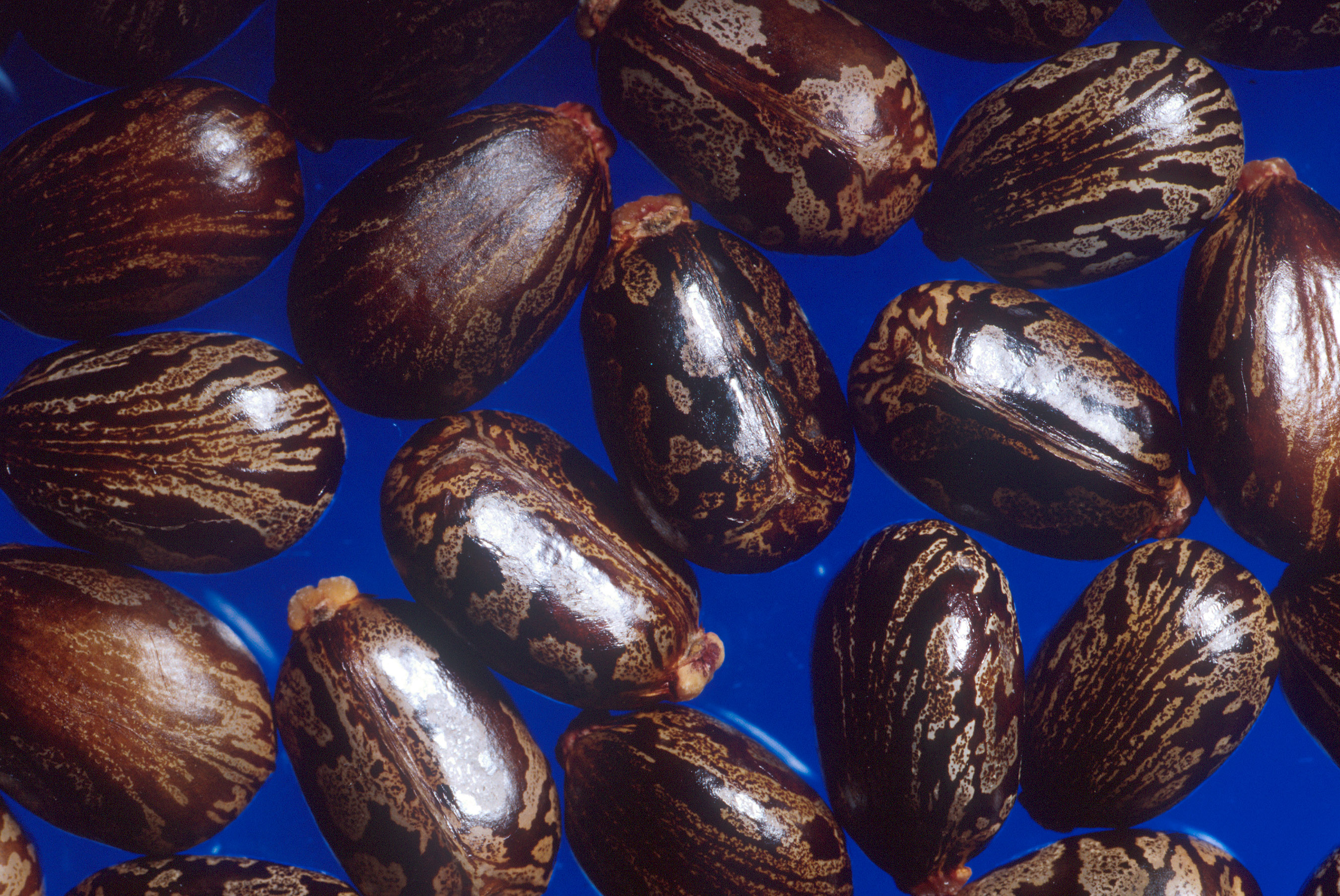
Semințe de ricin

Ricina este o toxină vegetală extrasă din semințele de ricin, care are proprietatea de a aglutina globulele sângelui.
Ricina este o lectină (glucoproteină) foarte toxică, care se găsește în semințele de ricin „Ricinus communis” din familia „Euphorbiaceae”. Toxina acționează ca un inhibitor puternic al sintezei proteinelor la eucariote. Ricina este una dintre cele mai toxice substanțe, de origine vegetală, cunoscute până în prezent. Doza toxică mortală la un om adult este 0,25 mg de ricină, care corespunde cu 2 - 4 semințe de ricin. Ricina este de două ori mai toxică decât veninul de cobra. Rezistența la toxic este diferită după individ. Există relatări conform cărora unele persoane ar fi supraviețuit după un consum de 40 - 60 de semințe. Un rol important îl joacă, bineînțeles, cât de repede vomită intoxicatul. 
Ricina este o substanță insolubilă în lipide, aceasta explică faptul că uleiul de ricin obținut prin presare la rece nu conține toxicul.

## Urmările intoxicației
Intoxicațiile cu ricină se datorează în special consumului din neatenție a semințelor de ricin, toxina acționând asupra organelor din tractusul digestiv ca stomac, intestin, ficat, rinichi. În cele din urmă, toxina duce la distrugerea globulelor roșii. La ingerarea unei doze toxice mortale, moartea se va instala după circa 36 - 72 de ore. După ingerare urmează o stare de latență de câteva ore, urmată de stare de vomă, diaree, stare de slăbiciune, accelerarea ritmului cardiac (tahicardie), colici (dureri abdominale), deshidratare, dilatarea pupilei oculare (midriază), blocaj renal, paralizii medulare și moarte prin paralizia centrului respirator. Dacă toxina este instalată prin aerosoli apare edemul pulmonar, paralizii și blocaj respirator.
Pana acum nu s-a gasit un antidot impotriva acestei toxine.

## Simptome
La 4 - 8 ore după consumul de semințe apare:
- febră mare
- stare de vomă
- diaree
- colici
- colaps circulator
- leucocitoză